# The Never Ending
The Never Ending (estilizado como THΞ ΠΞvΞR ΞΠDIΠG) es una banda estadounidense de indie rock y folk de Los Ángeles, California, formada en 2013. La banda está compuesta por la vocalista Debby Ryan, los guitarristas Kyle Moore y Carman Kubanda, el bajista Edwin Carranza, el tecladista Harry Allen y el baterista Johnny Franco.

## Carrera

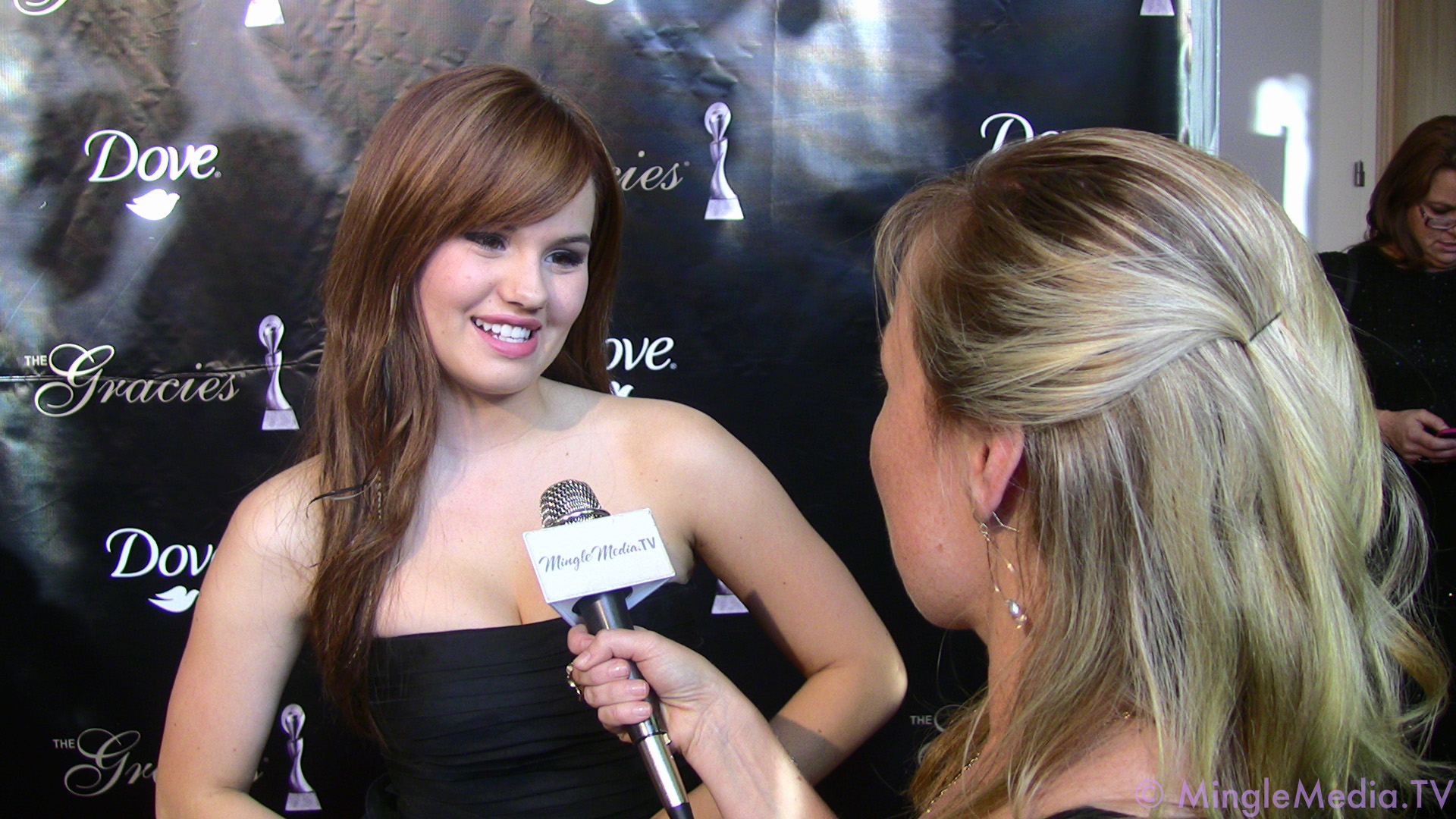
La vocalista, Debby Ryan, en 2011.

En 2013, Debby Ryan formó The Never Ending y comenzó a escribir y desarrollar canciones para su álbum debut. El 4 de diciembre de 2013, el grupo fue anunciado oficialmente con un vídeo teaser en Youtube, que contiene el mensaje: "Quiero que conozcan las personas que cuentan historias. Para mí, contar estas historias con estas personas es la parte más importante del proceso. Tenemos la oportunidad de hacer algo que va a vivir después de nosotros. Tenemos que hacer algo interminable".
En una entrevista con Billboard, The Never Ending anunció su álbum debut One será lanzado el 24 de junio de 2014. En marzo de 2014 la banda hizo la sesión de fotos del álbum con un tema de circo. El 24 de abril, Ryan publicó un vídeo teaser con una de las nuevas canciones, "Call Me Up", una canción sobre el estándar de la belleza. El 21 de abril, Ryan anunció en su página web el nombre del sencillo debut, "Waltz (When the Dark Falls)", y publicó algunos fragmentos de la letra. El 7 de mayo, es liberado el primer teaser del vídeo musical de "Waltz (When the Dark Falls)".

## Influencias
En entrevista con Christina Garibaldi de MTV, en 2013, Ryan comentó que su estilo musical incluye folk, indie pop y country. Citó como sus mayores influencias musicales Taylor Swift, Lady Antebellum, Grace Potter and the Nocturnals, The Lumineers, Mumford & Sons, April Smith and the Great Picture Show, Hush Sound y Tom Petty. En febrero de 2014, Ryan citó en Billboard a Macklemore como una gran influencia.

## Miembros
- Debby Ryan (n. 13 de mayo de 1993 en Huntsville, Alabama)[14][15] es la vocalista y compositora.[16] Ryan es conocida como actriz, protagonizando en la Disney Channel Original Series The Suite Life on Deck de 2008 a 2011,[17] and Jessie, desde 2011. También protagonizó las películas Let's Go to the Firehouse, The Longshots, What If..., 16 Wishes, The Suite Life Movie, Radio Rebel, Kristin's Christmas Past y Muppets Most Wanted, y prestó su voz en la película de animación Secret of the Wings. Musicalmente, Ryan lanzó tres sencillos promocionales en solitario: "Made of Matches", "We Got the Beat" y  "We Ended Right."[18]

- Kyle Moore (n. 26 de agosto de 1987 en Albuquerque, Nuevo México) es el compositor, guitarrista y corista. Él es el excompositor y guitarrista del grupo Ives the Band.[19]

- Carman Kubanda (n. 30 de julio de 1989 en Seattle, Washington) es el guitarrista y corista. Él era el guitarrista del grupo He Is We.[20] y actualmente toca la guitarra para la banda Machineheart junto con Harrison Allen.

- Edwin Carranza (n. 7 de enero de 1990 en San Fernando, California) es el bajista. Dirigió la gira de conciertos Drama y Luz World Tour, de la banda mexicana Maná, y el tour homónimo de Kenny Lattimore.[21] Estudió música en California State University, Northridge.[22] En 2010 se presentó en los eventos de Grammy Foundation.[23]

- Harrison "Harry" Webster Allen: (n. 3 de abril de 1991 en Seattle, Washington) es el tecladista y compositor. Allen tocaba la batería en el grupo de pop He Is We y actualmente es el baterista de Machineheart junto con Carman Kubanda.[24]

- Johnny Franco (n. Los Ángeles, California) es el baterista. Tocó en el álbum de varios artistas como Maná, Phillip Phillips, Manuel Romero, Kenny Lattimore y Cymphonique Miller.[25] Franco también participa activamente en el ministerio en tres grupos cristianos: Illustrious Minds Clothing, Sounds of Revival, y The Bridge Youth.[26]

## Discografía

### Extended play
| Título | Detalles del álbum                                                                                  |
| ------ | --------------------------------------------------------------------------------------------------- |
| One    | - Publicado: 24 de junio de 2014 - Formatos: CD, descarga digital - Discográfica: Ryan River Studio |

### Sencillos
| Título             | Año  | Álbum            |
| ------------------ | ---- | ---------------- |
| "Mulholland Drive" | 2014 | One              |
| "Secondhand"       | 2015 | Sin álbum-single |

### Vídeos musicales
| Título                | Año  | Director    | Notas      |
| --------------------- | ---- | ----------- | ---------- |
| "Santa Baby"          | 2013 | Debby Ryan  |            |
| "When the Dark Falls" | 2014 | Desconocido | No lanzado |
| "Secondhand"          | 2015 | Debby Ryan  |            |